# マニバドラ

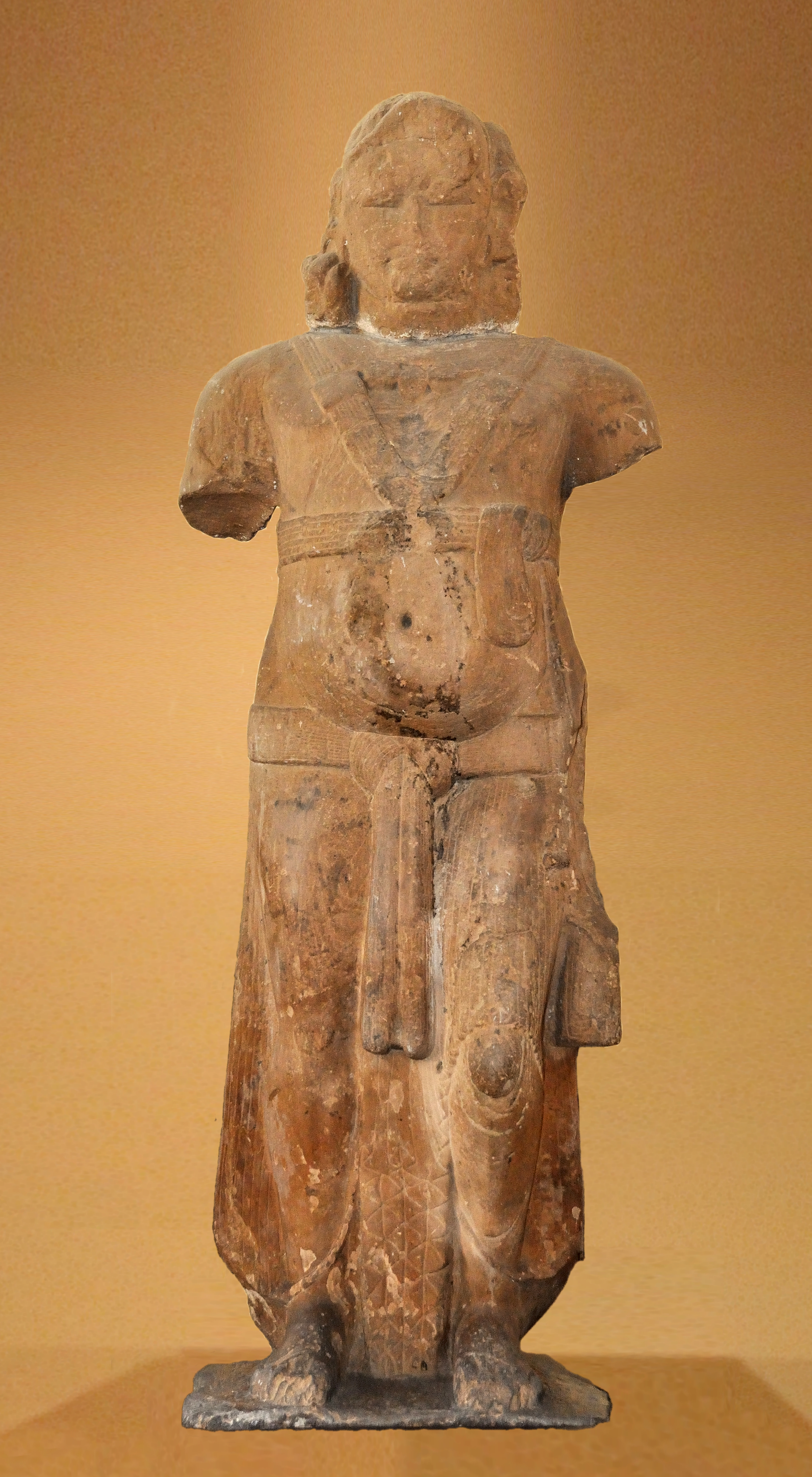

マニバドラ（Manibhadra、摩尼跋陀羅、宝賢夜叉）は、インド神話における夜叉の名。マニバドラ・ヤクシャとも。夜叉王クベーラに次ぐ地位を持つ。クベーラの兄弟で、主に旅行者や商人の守護神とされる。

## 解説
『ラーマーヤナ』において、マニバドラはラークシャサ（羅刹）の王ラーヴァナが夜叉たちの拠点カイラス山へ攻めてきたとき、クベーラ直属の夜叉軍のリーダーとして四千の兵を率いてラークシャサの軍隊を打ち破ったという。
マニバドラは仏教、ヒンドゥー教のみならずジャイナ教においても信仰される。北インド、パールカム出土のマニバドラ像は首の部分が落ちているが再接合した形跡があり、両腕は欠け、下半身はヤクシャ特有の太鼓腹を有するが、他ヤクシャ像と比べるとスリムであるという。碑文に「尊者」とあることからマニバドラは信仰対象であったことがわかる。
「仏母大孔雀明王経」では兄マニバドラ、弟プールナバドラとされている。